# Cmentarz Montrouge

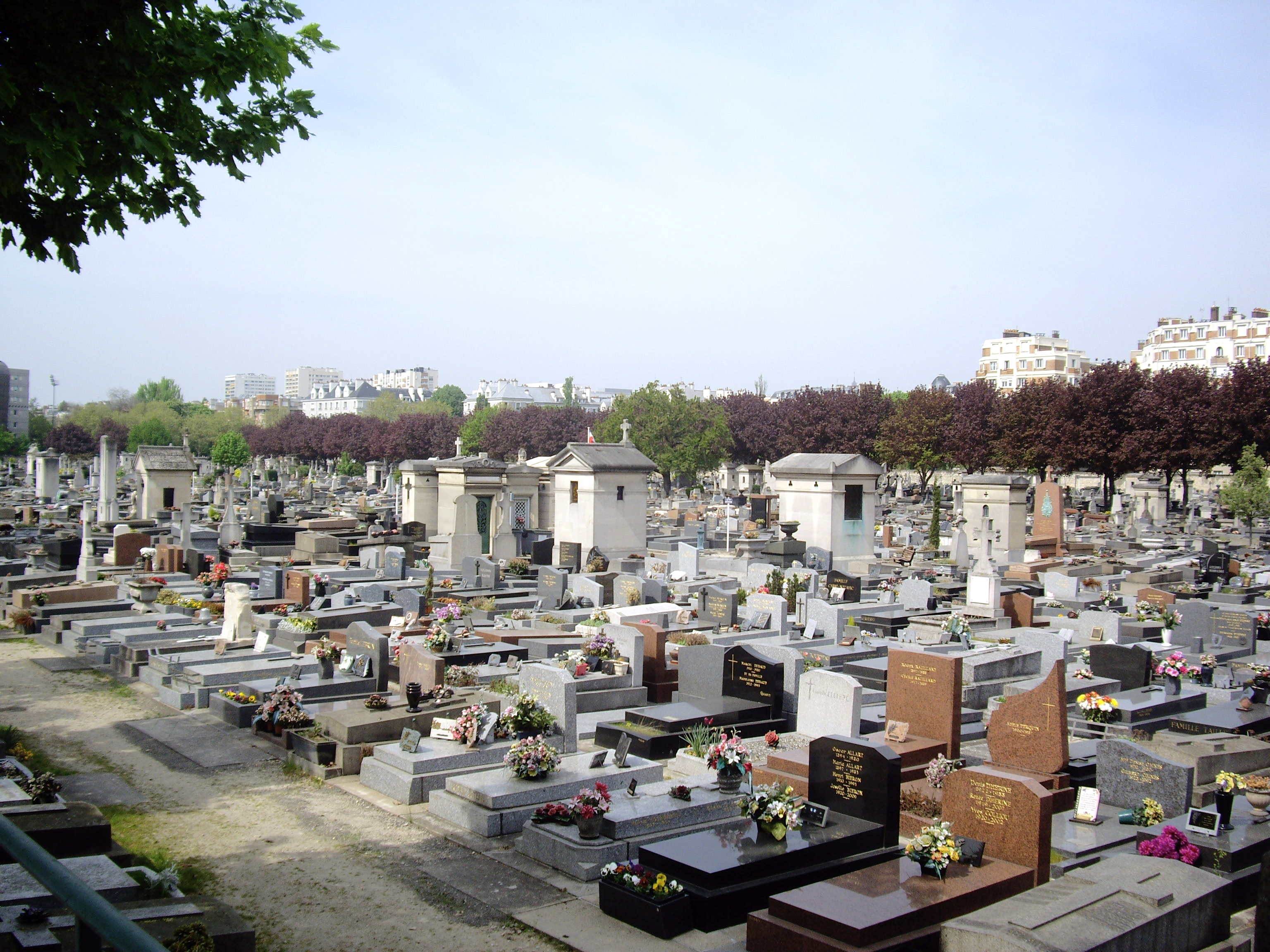
Widok ogólny

Cmentarz Montrouge (fr. Cimetière de Montrouge) – cmentarz komunalny gminy Montrouge, zlokalizowany w południowej części Paryża, pomiędzy Boulevard périphérique, Avenue de la Porte de Châtillon, Avenue Ernest Reyer oraz Avenue de la Porte de Montrouge. Wejście główne znajduje się od strony Avenue de la Porte de Montrouge.
Cmentarz został założony w 1821. Na nekropolii znajduje się stela ku pamięci 96 bojowników, którzy polegli podczas I wojny światowej. Oprócz tego spoczywają tu m.in.:
| Tombe | Nom                                   | né/e | mort/e | Désignation                         |
| ----- | ------------------------------------- | ---- | ------ | ----------------------------------- |
|       | Maurice Arnoux                        | 1895 | 1940   | lotnik                              |
|       | Odile Astié                           | 1941 | 1980   | pierwsza francuska kaskaderka       |
|       | Cécile Aubry (Anne-José Bénard)       | 1928 | 2010   | aktorka, powieściopisarka dziecięca |
|       | Michel Audiard                        | 1920 | 1985   | scenarzysta, reżyser                |
|       | Émile Bégin                           | 1802 | 1888   | lekarz, historyk                    |
|       | Étienne Béothy (István Beöthy)        | 1897 | 1961   | rzeźbiarz, architekt                |
|       | Georges Biscot                        | 1886 | 1945   | aktor                               |
|       | Carlo Bourlet                         | 1866 | 1913   | matematyk                           |
|       | Georges Bouzerait                     | 1908 | 1942   | członek ruchu oporu                 |
|       | Eugénie Buffet                        | 1866 | 1934   | piosenkarz                          |
|       | Cécile Cerf                           | 1916 | 1973   | członek ruchu oporu                 |
|       | Marcel Cerf                           | 1911 | 2010   | historyk                            |
|       | Raphaël Clamour                       | 1885 | 1943   | aktor teatralny                     |
|       | Pierre Clerget                        | 1875 | 1943   | inżynier                            |
|       | Corentin Cloarec                      | 1894 | 1944   | franciszkanin, członek ruchu oporu  |
|       | Véronique Colucci                     | 1948 | 2018   | żona Coluche, celebrytka            |
|       | Coluche                               | 1944 | 1986   | aktor komediowy                     |
|       | René Crevel                           | 1900 | 1935   | surrealistyczny pisarz i poeta      |
|       | Gabriel Cromer                        | 1873 | 1934   | fotograf                            |
|       | Georges Cusin                         | 1902 | 1964   | aktor                               |
|       | Jules Déchin                          | 1869 | 1947   | rzeźbiarz                           |
|       | Emmanuel Dolivet                      | 1854 | 1910   | rzeźbiarz                           |
|       | Armand Dubarry                        | 1836 | 1910   | podróżnik, dziennikarz              |
|       | Joseph Louis Enderlin                 | 1851 | 1940   | rzeźbiarz                           |
|       | Maurice Escande                       | 1892 | 1973   | aktor                               |
|       | Félix Fourdrain                       | 1880 | 1923   | organista, kompozytor               |
|       | Pierre-Gilles de Gennes               | 1932 | 2007   | fizyk, laureat Nagrody Nobla        |
|       | Gustave Geffroy                       | 1855 | 1926   | dziennikarz, krytyk, historyk       |
|       | Henri Ginoux                          | 1909 | 1994   | wiceburmistrz Montrouge             |
|       | Albin de Kazimirski Biberstein        | 1808 | 1887   | orientalista                        |
|       | Grégory Ken                           | 1947 | 1996   | piosenkarka                         |
|       | Alphonse Kirchhoffer                  | 1873 | 1913   | wynalazca                           |
|       | Georges Kirsch                        | 1892 | 1969   | pilot                               |
|       | Ernest La Jeunesse                    | 1874 | 1917   | dziennikarz, krytyk                 |
|       | Lina Margy                            | 1914 | 1973   | piosenkarz                          |
|       | Émile Massard                         | 1857 | 1932   | dziennikarz, polityk                |
|       | Jacques Paul Migne (dit l'abbé Migne) | 1800 | 1875   | ksiądz, redaktor                    |
|       | Germaine Montero                      | 1909 | 2000   | komediant, piosenkarz               |
|       | Henri Mouillefarine                   | 1910 | 1994   | kolarz wyścigowy                    |
|       | Louis Noël                            | 1839 | 1925   | rzeźbiarz                           |
|       | Charles Pélissier                     | 1903 | 1959   | kolarz wyścigowy                    |
|       | Henri Queffélec                       | 1910 | 1992   | pisarz                              |
|       | Rip                                   | 1884 | 1941   | tekściarz, dziennikarz, aktor       |
|       | Lucien Rosengart                      | 1881 | 1976   | konstruktor samochodów              |
|       | Albert Simonin                        | 1905 | 1980   | pisarz, scenarzysta                 |
|       | Nicolas de Staël                      | 1914 | 1955   | malarz rosyjski                     |
|       | André Tollet                          | 1913 | 2001   | dyrygent                            |